# Patrick Whelan
Patrick Mark Whelan (Warrington, Inglaterra, 25 de agosto de 1996) es un jugador de baloncesto británico. Con 1,96 m (6′ 5″) de estatura, juega en la posición de escolta, pudiendo desempeñarse también como alero en las filas del Caledonia Gladiators de la British Basketball League.

## Trayectoria
Comenzó a jugar al baloncesto para el Manchester Magic, debutando con 16 años en las divisiones inferiores de la Liga británica. En 2014 optó por formarse académica y deportivamente en Estados Unidos, recalando en la Universidad William Jewell y formando parte de la plantilla de los Cardinals, con los que disputó la Division II de la NCAA durante todo su ciclo universitario. En su año júnior (2016/17) logró sus mejores registros personales, promediando 19.6 puntos, 4.3 rebotes y 2.9 asistencias, con un 44% de acierto en tiro de tres puntos. Se graduó en el curso 2018/19, alcanzando 17.9 puntos y 5.2 rebotes de media por encuentro. Logró honores en su conferencia, siendo nominado integrante del Segundo Mejor Quinteto y del Mejor Quinteto defensivo en 2017 e integrante del Mejor Quinteto en 2018.
Ha sido internacional en las categorías inferiores (U16 y U18) de la selección de Gran Bretaña.
En 2018/19 inició su carrera profesional en las filas del Real Murcia Baloncesto, equipo de la Liga LEB Plata española. Completó la temporada disputando 35 partidos con promedios de 10.5 puntos (40% en tiros de 3 puntos), 3.2 rebotes y 1.6 asistencias, renovando con el club murciano para la temporada 2019/20.

### Selección nacional
En septiembre de 2022 disputó con el combinado absoluto británico el EuroBasket 2022, finalizando en vigesimocuarta posición.